# 波士頓建築學院
波士頓建築學院（英語：Boston Architectural College）创建于1889年，前身是执业建筑师俱乐部。如今，波士顿建筑学院下设多个分院，开设有一系列受到评鉴机构认可的建筑及设计领域优质学位课程。 其中包括建筑学院，室内建筑学院，景观建筑学院， 和设计研究学院。 在众多高等院校的数百个在全美受到认可的设计领域学位课程中，仅波士顿建筑学院的课程要求学生在完成学术课程的同时通过各自学科的非课堂教学和就业掌握重要的职业技能和专长。波士顿建筑学院是唯一一所将理论和体验式学习结合在一起进行课程设置的院校。该体验式学习部分称为“实践”。波士顿建筑学院坐落在波士顿后湾区中心地带，附近有很多设计公司、美术馆、博物馆、文化机构和标志性建筑。 

## 歷史[4]

### 波士頓建築俱樂部（1889年至1944年）
波士頓建築俱樂部成立於12月11日，1889年成立的證書解釋說，成立俱樂部“為那些有興趣在建築行業關聯，以便互相鼓勵和幫助研究，並收購和保持適當的樓宇，物業等，而必需開設的一個社交俱樂部方便公開講座，展覽，和娛樂類等公開活動。
波士頓建築俱樂部在H.蘭福德沃倫和克拉倫斯布萊科爾（H. Langford Warren and Clarence Blackall）的共同領導下正式開始了正規的教育計劃。該校組織提供一個晚上的教育繪畫，設計，歷史和結構。像它的前身是非正式的俱樂部，波士頓建築俱樂部很快發展為隸屬於巴黎高等美術學院在紐約學會的工作室。波士頓建築俱樂部的課程設計，教學方法和那些巴黎高等美術學院的理念非常相似。
1911年，該俱樂部在收購筆架山建築薩默塞特街16號。俱樂部建築包含一個兩層樓高的人民大會堂 - 由拉爾夫·亞當斯克拉姆設計 - 用於講座，會議和展覽，圖書館，和幾個工作室等空間。較新的設施，吸引更多的學生和教學的過程變得越來越明確和正式。
在20世紀30年代美國大多數的建築學校脫離了美術學院的傳統，開始建立自己的課程和教學方法。俱樂部在沒有一所大學結構的支持下，為了發展和調整而痛苦掙扎。波士頓建築俱樂部從而任命Arcangelo Cascieri擔任院長。 Cascieri院長通過其哲學轉變所帶來的不犧牲工作的教學方法。波士頓建築俱樂部開始擴展吸引附近建築學院及當地社區繪製相關專業的老師。

### 波士頓建築中心（1944年至2006年）
俱樂部重組於1944年，命名波士頓建築中心，其使命是“提供建築和相關的教导給繪圖員和有興趣在架構指令和其他實踐或盟軍藝術的人，特別是那些全職就業人士可能无法在全日制學校領域和大學受到教育。“
到1965年，波士頓建築中心制定了繼續教育計劃，以服務於更廣泛的社區。到了60年代中期，薩默塞特街建設也不再能滿足日益增長的學校服務需求，而中心購買了磚建築在320紐伯里街。一個全國性的設計大賽於1964年舉行，獲獎作品，由Ashley, Myer & Associates公司獲得，收容波士頓建築中心至今。

### 波士頓建築學院（2006年至今）
2006年7月1日，波士頓建築中心正式通過高等教育的大學認可，為了更容易地被識別作為授予學位的專業設計的教育機構波士頓建築中心正式改名為波士頓建築學院。
2007年，波士頓建築學院以722万美元正式收購位于波伊斯頓街951/955号波士頓當代藝術中心的旧址。这一25423平方英尺（2,361.9平方米）建築群目前有在第二和第三工作室地板和地面上的一個演講廳。一樓包含了靈活的畫廊和講座的空間。

## 院系设置和专业课程[5]

### 建筑学院 (School of Architecture)[6][7]
- 建筑学学士 (Bachelor of Architecture)
- 建筑学理学士到速成建筑学硕士 (Bachelor of Science in Architecture to Master of Architecture)
- 建筑学硕士 (Master of Architecture)
- 建筑学硕士(在线低居住课程)

### 室内建筑学院 (School of Interior Architecture)[8][9]
- 室内建筑学学士 (Bachelor of Interior Architecture)
- 室内建筑学硕士 (Master of Interior Architecture)
- 室内建筑学理硕士 (Master of Science in Interior Architecture)

### 景观建筑学院 (School of Landscape Architecture)[10][11]
- 景观建筑学学士 (Bachelor of Landscape Architecture)
- 景观建筑学硕士 (Master of Landscape Architecture)

### 设计研究学院 (School of Design Studies)[12]
- 建筑技术学士 (Bachelor of Design Studies in Architectural Technology)
- 数字化设计和可视化学士 (Bachelor of Design Studies in Digital Design and Visualization)
- 设计历史，理论与批评学士 (Bachelor of Design Studies in Design History, Theory, and Criticism)
- 历史保护学士 (Bachelor of Design Studies in Historic Preservation)
- 可持续设计学士 (Bachelor of Design Studies in Sustainable Design)
- 历史保护硕士 (在线低居住课程)(Master of Design Studies in Historic Preservation)
- 可持续设计硕士 (在线低居住课程) (Master of Design Studies in Sustainable Design)
- 人类健康设计硕士 (在线低居住课程) (Master of Design Studies in Design for Human Health)

## 校园生活
波士顿建筑学院设有学生生活办公室为学生服务，提供众多课外活动、职业咨询和校外住宿帮助，举办一年一度的官方校园传统活动。

### 学生组织
波士顿建筑学院（BAC）的校园中有很多学生团体和组织。
- 阿特利尔（Atelier）是一个学生自治团体，致力于让波士顿建筑学院成为一个学习的好地方。
- BAC绿色团队在校园中开展“可持续发展环保活动”，为学生们营造一个更安全、更出色的校园环境。
- NOMAS的影响力越来越大，对建筑领域多样化的发展起到了推动作用，使未来的专业设计人员素质更高、更加优秀。
- 地方分会BACNOMAS致力于积极参加设计界的活动、参加全国设计大赛、为当地高中生提供辅导以及参加其他各种教育和娱乐活动。 [2][13]

### 图书馆
波士顿建筑学院（BAC）的校园拥有一座精心设计的图书馆。图书馆馆藏大量书籍、期刊、杂志和参考资料。BAC图书馆由四处设施组成——肖与斯通图书馆、纪念图书馆、视觉资源图书馆和BAC档案馆。档案馆保存的档案主要记录的是波士顿建筑学院从1889年波士顿建筑师俱乐部成立到现在的往事。

## 外部連結

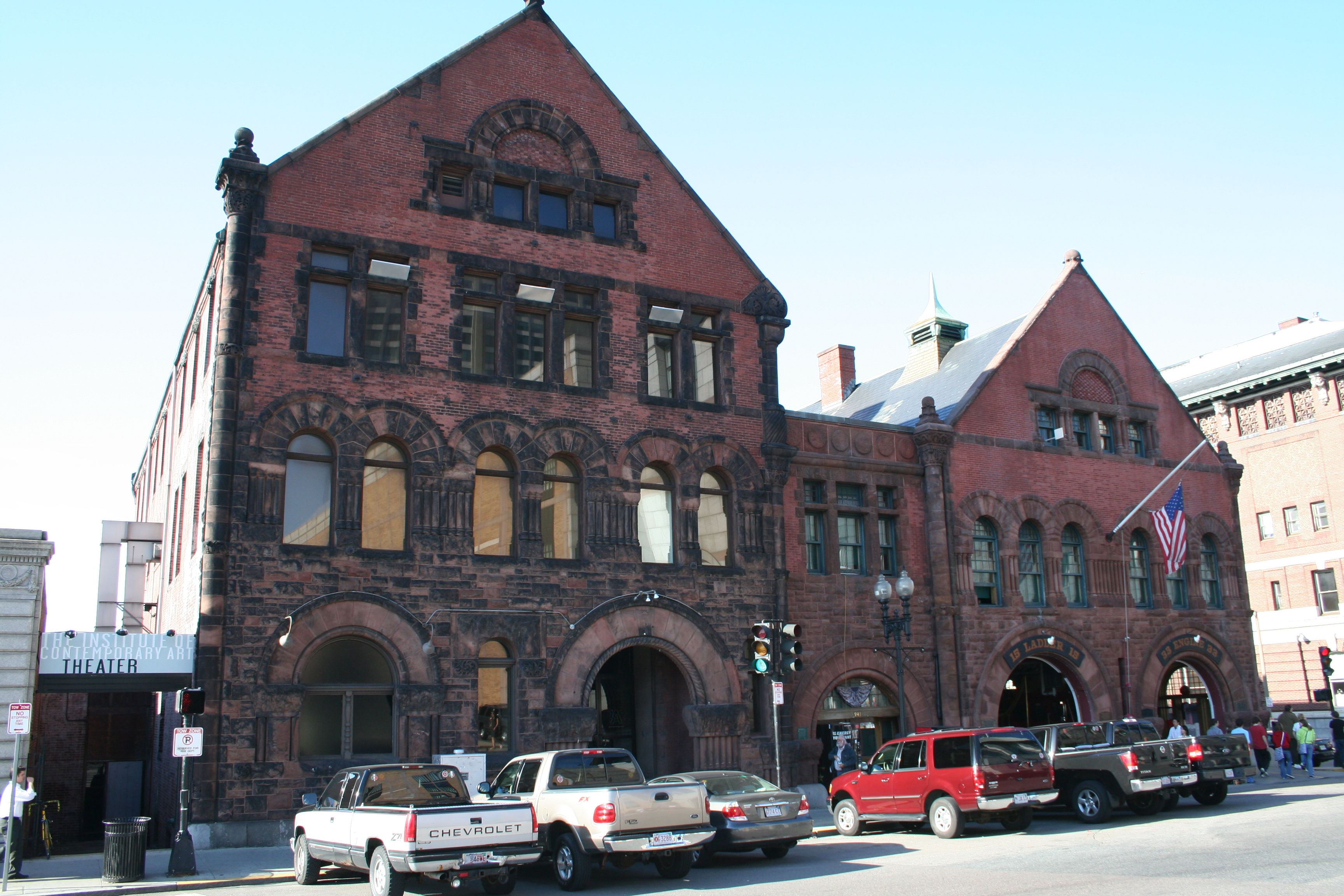
955 Boylston Street

- The Boston Architectural College （页面存档备份，存于）